# Frans Vanderborght
Frans Vanderborght (Mechelen, 23 mei 1929 – Boom, 26 januari 2013), ook bekend als Sus Vanderborght, was een Belgisch syndicalist en politicus voor de CVP. 

## Levensloop
Omwille van de omstandigheden tijdens de Tweede Wereldoorlog was Vanderborght aanvankelijk tewerkgesteld als garnierder in een meubelbedrijf in Mechelen. In 1954 werd hij vakbondssecretaris van het ACV in de Rupelstreek.
Via het ACV verzeilde hij in de CVP. Voor deze partij was hij van 1965 tot 1994 gemeenteraadslid van Boom, waar hij van 1989 tot 1994 schepen was.
Bovendien zetelde Vanderborght van 1971 tot 1991 in de Belgische Senaat: van 1971 tot 1987 was hij rechtstreeks gekozen senator voor het arrondissement Antwerpen en daarna van 1987 tot 1991 provinciaal senator van de provincie Antwerpen. Na het einde van zijn parlementair mandaat werd hij benoemd tot eresenator.
Als gevolg van het toen bestaande dubbelmandaat zetelde hij van 1971 tot 1980 in de Cultuurraad voor de Nederlandse Cultuurgemeenschap en daarna van 1980 tot 1987 in de Vlaamse Raad, beiden voorlopers van het huidige Vlaams Parlement. In de Vlaamse Raad zetelde hij in de commissies voor Cultuur, voor Radio en TV en voor Mediabeleid.